# Cayetano Ortega
Pour les articles homonymes, voir Ortega.
Cayetano Ortega est un ancien joueur espagnol de basket-ball. Il évolue aux postes de meneur et d'arrière.

## Palmarès
- Finaliste du championnat d'Europe 1935